# Amytornis goyderi
El maluro del Eyre (Amytornis goyderi) es una especie de ave paseriforme de la familia Maluridae endémica del interior de Australia.
 Es un pájaro de plumaje crípctico, que puebla las regiones áridas de Australia Central. La especie fue descubierta por F.W. Andrews en 1874 alrededor del río Macumba en el Lago Eyre a lo que debe su nombre común, y su nombre científico conmemora al supervisor general de Australia Meridional George Woodroffe Goyder.

## Descripción
Con su longitud entre 14-16,5 cm, Amytornis goyderi es el maluro más pequeño. Tiene un pico corto y robusto. Existen algunas diferencias pequeñas entre ambos sexos, y entre las poblaciones a lo largo de su distribución.

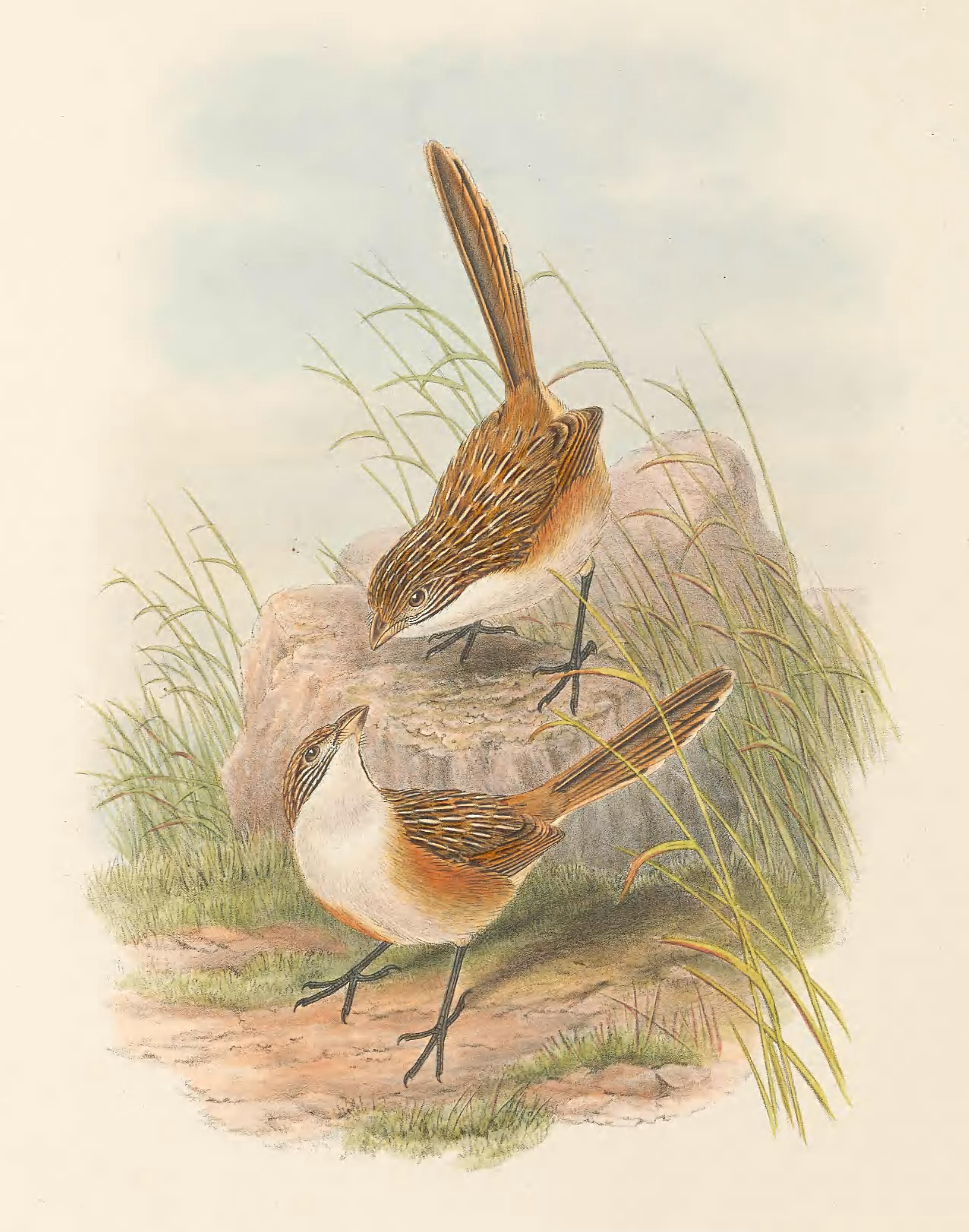
Ilustración de John Gould y W. Hart

El macho adulto tiene el plumaje de las partes superiores del cuerpo de color castaño rojizo con listado blanco y pardo. Su cabeza es más rojiza y solo presenta listas blancas anchas. Su rostro es principalmente blanco, salvo su frente rojiza, presenta el lorum blanco, y presenta un anillo ocular parcial fino también blanco, y suele presentar una lista superciliar frontal castaña rojiza. Las coberteras auriculares blancas y negras separan las partes oscuras de la cabeza de las blanquecinas de la garganta y barbilla. Su cola es de color pardo grisáceo con cañones blanquecinos y bordes claros. La parte superior de las alas también son de color pardo grisáceo oscuro, pero con prominentes cañones blancos y bordes finos de color castaño rojizo hasta los coberteras secundarias y terciarias, con finos bordes pardos en las demás rémiges, que producen parches castaños rojizos cuando las alas están plegadas. Las partes inferiores del cuerpo son blancas con tonos anteados en los flancos, hasta las patas y la parte inferior de la cola. Su pico es de color entre gris claro y gris azulado, con la parte superior algo más oscura, y el iris de sus ojos es de color castaño oliváceo oscuro. Sus patas son de colores entre violáceos y gris oscuro.
Las hembras son iguales que los machos, pero con los flancos de un color castaño rojizo más intenso, en lugar de ser claros y difuminados con el resto de partes inferiores. Sus patas pueden suer de un gris más claro con un tono violáceo más intenso. Además las hembras son ligeramente más pequeñas y tienen el pico más fino.

### Polluelos y juveniles
Los polluelos inicialmente están desnudos con plumón gris oscuro en la cabeza y las alas. La piel desnuda es principalmente rosada con piel gris azulada alrededor de los ojos. Los pollos recién emplumados tienen las comisuras del pico amarillo. Se produce una muda parcial poco después dejar el nido, que proporciona un plumaje similar al de los machos adultos, pero con las partes inferiores anteadas y con menos listasdo en las superiores. Tienen un plumaje más esponjosos lo que les da un aspecto moteado en el rostro. Sus ojos son oliváceos y su pico es de color gris claro uniforme, sin la parte superior más oscura ni la punta parda que presentan los machos adultos. En los juveniles el cráneo no está totalmente neumatizado.

## Taxonomía
El primer registro del maluro del Eyre procede de la expedición de J.W. Lewis a las regiones áridas del norte de Australia Meridional de 1874, en la que se recolectaron seis expecímenes obtenidos cerca del río Macumba en el lago Eyre. Dos de estos especímenes fueron enviados por conservador del museo de Australia Meridional, F . W. Andrews, a John Gould que describió científicamente la especie en 1875, como Amytis goyderi. Los ejemplares posteriormente fueron enviados al museo Británico de historia natural, sin embargo el resto se perdieron. Un tercer espécimen fue encontrado en la colección Dobroyde situada en el museo australiano de Sídney; aunque ahora se piensa que no se trata de uno de los especímenes perdidos. No se obtuvieron más ejemplares hasta un siglo después de la espedición de Lewis, cuando fueron adquiridos dos en Queensland en 1976. Una expedición posterior de ese año consiguió 19 especímenes, 3 nidos y 2 huevos. Anteriormente, varios especímenes se habían identificado erróneamente.
Cuando fue descrito el maluro del Eyre, Gould supuso que estaba relacionado con maluro picogordo (A. textilis) por las similitudes de su plumaje. Durante el siglo XX varios taxónomos lo situaron en clados derivados tando de A. textilis como con A. striatus, considerándolo cercanamente empartentado tanto con A. modestus como con A. striatus. Con el desarrollo de la genética molecular, se descubrió que A. goyderi pertenece a un clado en el que están A. ballarae y A. purnelli que parece haber evolucionado a partir de un ancestro común con A. textilis.

### Historia evolutiva
Existen dos posibles explicaciones para la diversidad de maluros en Australia central. O se originaron allí, o la colonizaron. La cercana relación entre A. goyderi y otros taxones del centro indica que surgieron allí en los últimos 100.000 años cuando las glaciaciones influyeron en las estructuras vegetales de Australia Central. A. goyderi es una de las pocas especies de aves australianas que evolucionaron en un entorno reducido.

## Distribución y hábitat
A. goyderi tiene una distribución restringida y fraccionada. Se encuentra únicamente en los campos de dunas de los desiertos de Simpson y Strzelecki del interior de Australia. Estos desiertos están localizados en la cuenca estructural de Birdsville, una enorme cuenca de drenaje que se dirige al lago Eyre. La mayoría de las poblaciones se encuentran en Australia Meridional desde el norte de Cameron Corner hasta el parque nacional Witjira; con algunas en el suroeste de Queensland y el Territorio del Norte. Es probable que las poblaciones sean flexibles, siendo más abundantes cuando las hierbas Zygochloa son abumdantes y se vayan durante las sequías.
El hábitat del maluro del Eyre son las grandes dunas de arena con matas de hierba (Zygochloa paradoxa), además de (Aristida holathera), (Triodia (Triodia) spp.) y (Swainsona rigida) creciendo entre las matas de Z. paradoxa. El paisaje típico consiste en matas de entre 1-4 m de altrua y unos 2-3 m de diámetro, con bastante distancia de suelo desnudo entre ellas. Los pájaros raramente se alejan de las laderas de las dunas, pero a veces se les obserba a sus pies.

## Comportamiento
No se han realizado censos extensos del comportamiento del maluro del Eyre, pero se piensa que es sedentario. Generalmente se encuentra en solitario y en parejas, o en pequeños grupos de hasta 10 individuos. Suelen ser crípticos, y permanecen escondidos entre las matas de Z. paradoxa, y son difícil de observar. Vuelan poco, pero cuando son ahuyentados brincan entre matas con las alas a medio desplegar o realizan vuelos cortos de unos 10 metros de distancia con la cola abajo. Realizan un movimiento peculiar medio corriendo medio volando a baja altura cubriendo distancias cortas de entre 40–220 cm. Estos movimientos son rápidos y furtivos generalmente con la cola alzada. Suelen estar posados a baja altura, alrededor de 1 m, en ramas de Grevillea, matas de Zygochloa y otros matorrales.

### Alimentación
Se alimenta de la misma proporción de vegetales e invertebrados. Los estómagos de los especímenes suelen contener semillas de hierbas Z. paradoxa y Aristida holathera, además de restos de numerosas especies de invertebrados. Los maluros se desplazan a pequeños saltitos mientras buscan alimento entre las matas de spinifex (Triodia spp.) y las matas de Swainsona rigida. A veces anda hacia atrás arrastrando los pies para desenterrar pequeños alimentos de la arena.

### Reproducción
Se sabe poco de sus hábitos de apareamiento. No hay información de la duración de incubación. Los nidos con polluelos y huevos, y pollos emplumados dependientes se localizan de mayo a septiembre. Las puestas constan de dos o tres huevos muy ovalados con ligeras variaciones de forma. Se supone que son monógamos.
Las hembras son las responsables de la construcción del nido, que le lleva una semana en terminar. Los nidos se insertan entre los tallos de una mata de hierba cerca del suelo (generalmente a menos de un metro), normalmente de Z. paradoxa y Lychan austral. El nido puede tener forma de cuenco o bola, de dimensiones variadas, y la base suele estar tejida con hierbas como A. holathera y Z. paradoxa, mientras que el interior está forrado de hierbas más finas y a veces pelusas de plantas y telarañas. Los nidos suelen estar muy espaciados, pero pueden estar más cerca en zonas de hábitat propicio.

### Cantos
Realizan llamadas de durante todo el día, generalmente en pares de llamada y respuesta. Los adultos de ambos sexos cantan, lo que puede tener función de defensa territorial o para mantener la cohesión de grupo. Emiten los cantos desde posaderos bajos o el suelo, y suele incrementarse su frecuencia durante la época de cría. Su canto es característico, y consiste en «bonitas cadencias, trinos tipo pip y largos staccatos explosivos», que pueden encadenarse en ráfagas agitadas. Pueden escucharse hasta a 100 m metros de distancia, mientras que las llamadas de contacto se oyen a entre 30-40 m. Las llamadas de contacto son agudas y ásperas, y más altas que las llamadas de contacto.

## Estado de conservación
A. goyderi fue incluida en la lista de amanezados de la IUCN en 1988, y en la de especial atención de la Real unión de ornitólogos australiana en 1992 con necesidad de más investigación. En la actual lisda de la IUCN se clasifica como especie bajo preocupación menor porque no se cree que la especie esté en declive y las fluctuaciones de la ploblación se deben a los ciclos estacionales.
Entre las amenazas se encuentran cualquier especie o proceso que afecta a la calidad del hábitat de Zygochloa como la erosión provocada por haber pastado los conejos, los camellos o el ganado.